# Bison concrete armoured lorry
I Bison furono una serie di un improvvisati mezzi da combattimento, spesso caratterizzati come bunker mobili. Furono prodotti in Gran Bretagna nella seconda guerra mondiale, durante il periodo di crisi scaturito dalla sospetta invasione tedesca dell'isola. Basato su un vario numero di telai di autocarro, consisteva principalmente di un vano di combattimento protetto da uno strato di cemento. I Bison vennero usato dalla Royal Air Force per proteggere i loro aerodromi, e dalla Home Guard. Acquisirono il generico nome "Bison" dal suo produttore principale.

## Requisito
Con la caduta della Francia, nel luglio 1940, il governo Britannico impiegò ingenti sforzi per prepararsi alla presunta imminente invasione. Uno dei problemi era la difesa dei campi di volo dagli attacchi delle truppe aviolanciate.
Una soluzione per proteggere gli spazi aperti di un aeroporto sarebbe stata quella di usare carri armati o autoblindo, ma il problema più grande consisteva che la British Army aveva abbandonato la gran parte del suo equipaggiamento pesante durante l'evacuazione di Dunkirk. Si rendeva necessaria un'alternativa che non andasse ad intaccare le già precarie risorse destinate ad armamenti convenzionali.

## Sviluppo

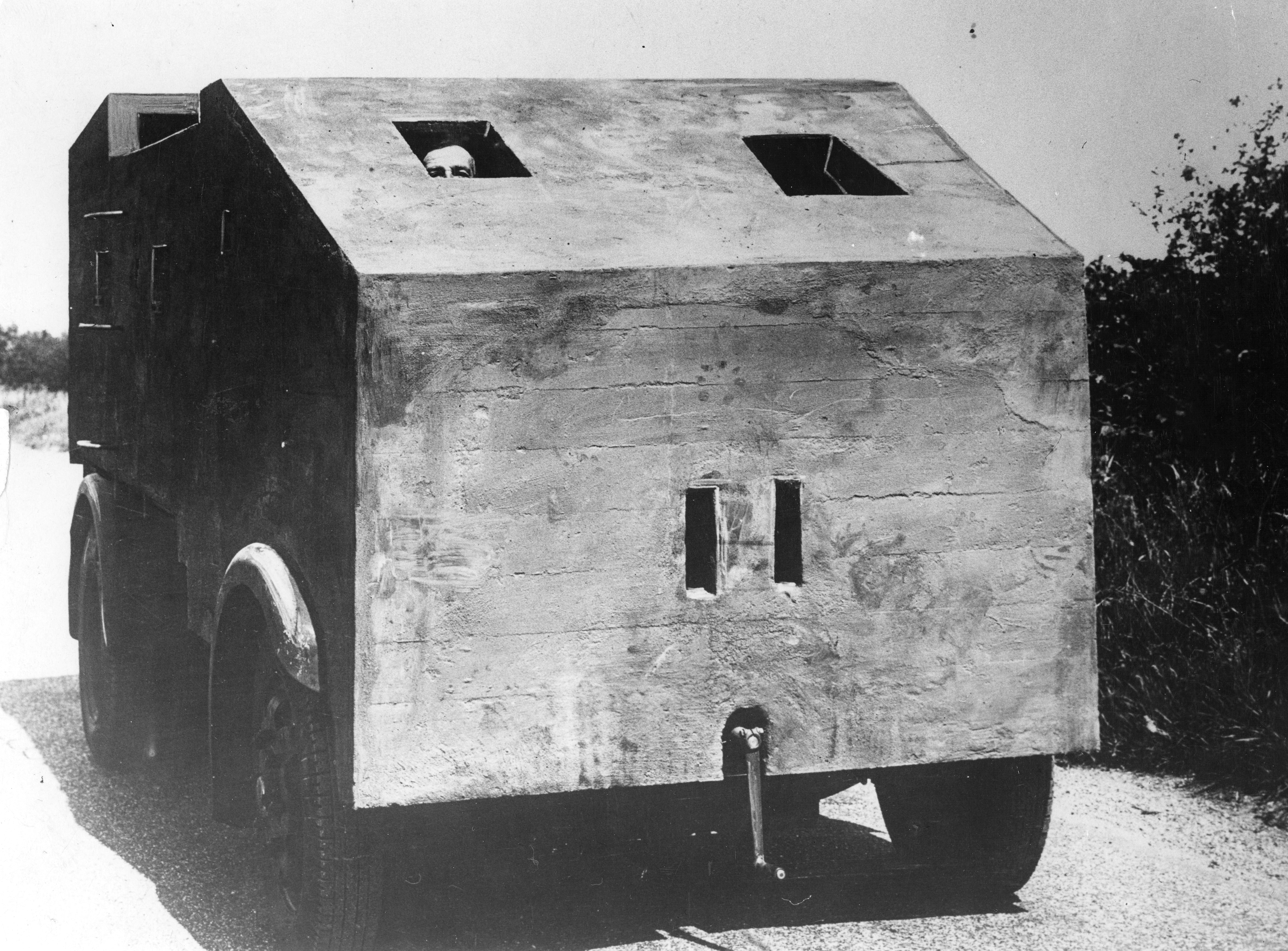
Short wheelbase Bison

Il Bison fu un'invenzione di Charles Bernard Mathews, allora direttore dell'azienda Concrete Limited. Al tempo, erano numerosi i tentativi di improvvisare veicoli armati, ma Mathews aveva le risorse e l'esperienza necessaria per intraprendere uno sviluppo con un approccio più professionale.
Mathews e il suo partner commerciale Goldwell Ambrose avevano fatto parte dei Royal Engineers, e disponevano di vasta esperienza in campo di innovative costruzioni col cemento come Bunker prefabbricati e ricoveri, durante la prima guerra mondiale. Una delle idee più inusuali di Mathew, sperimentata all'inizio del 1939, fu quella di impilare delle sfere di cemento delle dimensioni di una palla da calcio al di sopra dei rifugi antiaerei, con la supposizione che una bomba all'impatto avrebbe disperso la sua energia nello spostamento delle suddette sfere, piuttosto che causare danni al rifugio.
Mathews comprò ventiquattro vecchi telai di autocarro sui quali basò i suoi veicoli tra questi la costruzione di un prototipo da mostrare alle autorità militari locali. Con l'aiuto di alcune critiche, venne incoraggiato l'operato di Mathews, che poco dopo fu in grado di produrre una versione che incontrò i requisiti dell'esercito. I veicoli erano essenzialmente dei bunker mobili. Mathews disse "Bunker di cemento [Mobili], non prenderanno mai il posto di autoblindo e carri armati, ma il nemico li troverà come un serio ostacolo. La loro grande attrazione è dovuta al fatto che chiunque può farle - una volta che sa come".
Il logo dell'azienda di Mathews (e il nome della compagnia tutt'oggi) era un bisonte, nome che in seguito diverrà un'etichetta generica per questi veicoli.
la Concrete Limited reperì telai ovunque fosse possibile. Molti erano antiquati e addirittura datati al periodo della Prima Guerra mondiale, uno aveva addirittura operato come autopompa mentre ad alcuni erano perfino dotati di ruote in gomma piena invece che pneumatici. Con questa varietà di telai, I Bisons inevitabilmente variavano nei dettagli, ma più specificatamente, la produzione si divise in tre versioni distinte:
- Tipo 1 era il più leggero. Era dotato di una cabina totalmente protetta e un comparto di combattimento chiuso superiormente con dei teli.
- Tipo 2 disponeva di una cabina protetta coperta con Teli e un vano di combattimento completamente separato e completamente protetto, che ricordava direttamente un piccolo Bunker. Le comunicazioni tra i due compartimenti risultavano essere difficoltose.
- Tipo 3 era la versione più grande e pesante. Disponeva di una cabina continua da fronte a coda, con il comparto di combattimento completamente racchiuso nella corazzatura di cemento.[4]

## Produzione
L'acciaio per ovvi motivi era una risorsa molto preziosa in tempo di guerra, quindi il cemento era il materiale favorito per le corazzature di questi inusuali Bunker. Qualsiasi telaio di autocarro reperibile fu usato, sebbene il peso esercitato dal cemento, faceva ben intendere che solamente i più pesanti erano realmente utilizzabili.
Gli autocarri arrivarono presso le officine Stourton della Concrete Limted, presso Leeds, dove il corpo originale in ferro veniva rimosso e al suo posto sostituite con delle forme in previsione del getto di cemento. Nei primi esemplari venivano posizionati dei fogli di metallo espanso come rinforzo, e subito dopo veniva aggiunto il cemento ad alta tenuta composto con l'agginuta di Alluminato di Calcio. Caratteristica riconoscibile erano le creste disposte negli spazi tra le assi.
Quando veniva previsto un soffitto, era generalmente costituito da un blocco prefabbricato di cemento. Le pareti laterali erano spesse 150mm (6 once), costruite resistere agevolmente a proiettili come quelli sparati dalla Bren o Proietti perforanti di piccolo calibro.
Non è chiaro quanti Bisons furono prodotti, le stime variano dai due ai tre - cento. A causa della resilienza del cemento alcune tracce di Bison rimangono tuttora dato che niente rimane dell'altra serie di veicoli più prontamente riciclati, gli Armadillo.
L'esistenza di Bunker mobili ricevette una significativa pubblicità al tempo. Furono dettagliatamente descritti nel The Times e in lunghezza estesa nel Commercial motor Magazine.

## Ruolo
Questi veicoli venivano enfaticamente definiti non come "Autoblindo", ma solamente un Bunker che poteva essere spostato da luogo a luogo all'occorrenza. Le specifiche garantivano una velocità di movimento "Di un normale autocarro", ma in pratica le capacità di movimento erano limitate alle aree pianeggianti dei campi di volo. Molti degli esemplari riportavano difficoltà negli spostamenti a causa del peso eccessivo, della visibilità limitata e dal ridotta capacità di raffreddamento del radiatore. Alcuni si ruppero completamente e furono o trainati via o abbandonati in loco. Gli esemplari costruiti su un telaio di carro a vapore si comportarono egregiamente con il peso aggiuntivo una volta che la caldaia venia rimossa, anche se per ovvi motivi, divenivano non più propulsi.
Nonostante la prestazione mediocre contro le armi pesanti, sarebbero stati sufficientemente adeguati nel difendersi dagli attacchi dei leggermente armati Paracadutisti Tedeschi, che dovevano essere gli anticipatori dello sbarco attaccando I campi di volo. Guidato o trainato in una posizione difensiva, avrebbero potuto coprire lo spazio aperto di un campo di volo dove paracadutisti o aerei da trasporto avrebbero potuto tentare un atterraggio. Se il campo di volo era necessario ad un velivolo alleato, il Bison in tale posizione poteva essere mosso fuori dall'area delle operazioni in modo da non danneggiare i movimenti dell'aeromobile.

## Esemplari Esistenti

### The Tank Museum

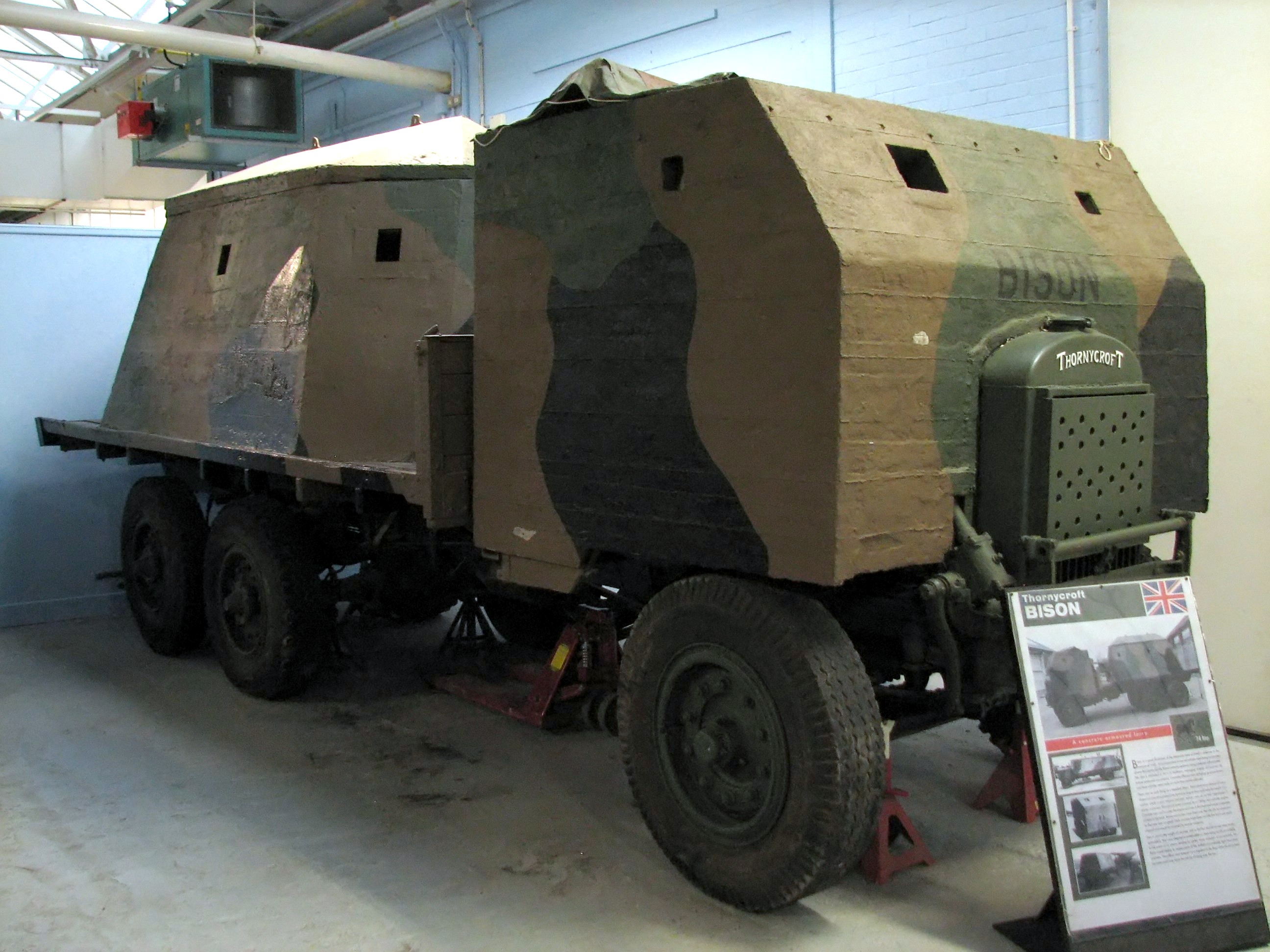
Thornycroft, type 2 Bison on display at Bovington

Un Bison Tipo 2 completo, ricostruito da parti esistenti e su un telaio di autocarro del periodo, può essere visto presso il Tank Museum di Bonvington. Questo esemplare è un Thrnycroft Tartar 3 ton, 6x4, ritenuto del 1931 o successivo. Il telaio dell'esemplare era un esemplare militare a guida anteriore, usato come generico autocarro da 3 tonnellate per servizio generale; I Tartar militari disponevano di solamente una ruota per assale posteriore, mentre gli esemplari civili disponevano di ruote gemellate.
L'accesso al Bunker posteriore avviene attraverso una botola ritagliata nel pianale dell'autocarro. La cabina corazzata è a cielo aperto, ed era attrezzata per poter essere scalata in modo da accedere al comparto di guida. I primi esemplari utilizzavano semplicemente un singolo cassone rettangolare al di sopra di ogni sezione, ma separati da cassoni inclinati. Alcuni esemplari furono costruiti senza la cabina protetta, questo enfatizza la loro limitata mobilità - che costringeva l'equipaggio ad essere dispiegato prima di ogni attacco. Sebbene molti tentativi furono fatti per proteggere il motore e il vulnerabile radiatore, questo esemplare dispone solamente di una leggera piastra di ferro sopra metà del radiatore, mentre lo sterzo resta comunque esposto.
Al tempo, è molto improbabile che un qualche relativamente nuovo autocarro sarebbe stato sacrificato in questo modo, essendo qualsiasi materiale troppo prezioso dopo la disfatta di Dunkirk. Il Bison in esposizione presso Bonvington è stato costruito relativamente di recente, da un bunker posteriore originale ma su un telaio originale differente, con la cabina che risulta essere una riproduzione di tempi moderni realizzata dal Museum of Army and Transport di Beverley. Le sospensioni di questo esemplare sono poggiate su dei cavalletti per prevenire agli pneumatici di appiattirsi.

### Lincolnshire Aviation Heritage Centre
Il Bison fu usato dalla Home Guard per difendere la RAF Digby. Più tardi nella guerra, Digby fu degradato di conseguenza la protezione aggiuntiva al campo di volo non era più richiesta. Fu per un periodo conservato presso Farrybridge nello Yorkshire dove fu usato per difendere uno sbarramento stradale sulla A15 appena fuori Sleaford. Verso la fine della guerra fu abbandonato in un bosco accanto alla A15 nelle vicinanze della fine di Quarrington Lane. Negli anni seguenti fu deturpato e vandalizzato fino a che il telaio non fu convertito in un normale carrello da fattoria. Nel 1988, il Lincolnshire Aircraft recovery gorup scoprì l'esistenza dei resti, e una ricerca rivelò finalmente l'origine di questi ultimi.
Il 22 marzo 1991 ciò che rimaneva del Bison fu portato presso il Linkonshire Aviation Heritage Centre; dove si conservano ancora tracce della pittura mimetica mentre una delle sezioni possiede ancora la sua armatura oriiginale in legno.